# قنبلة مثلية
القنبلة المثلية (بالإنجليزية: Gay Bomb) هي سلاح غير قاتل اقترحت إحدى المخابر البحثية التابعة للقوات الجوية الأمريكية سنة 1994 تصنيعه واستخدامه ضد العدو. ويمكن اعتبار هذا السلاح سلاحا كيميائيا حيث اقترح المخبر رش أو تعريض الجنود والمقاتلين الأعداء بمادة هورمونية تتسبب في تهييج الغريزة الجنسية للجنود وتحويلهم إلى مثليين مما يؤثر على قدراتهم القتالية. وقد رفض رسميا بنتاغون الفكرة. بالإضافة إلى أن التقرير يلمح إلى عدم وجود مثل هذه المادة وأنه مجرد اقتراح مبدئي للبحث في هذا المجال.

## وصلات خارجية
- مقتطفات من التقرير الذي ورد فيه الاقتراح
- موقع منظمة سونشاين للحد من استعمال الأسلحة البيولوجية
- الخبر على موقع البي بي سي